# Protocol Extension Protocol
| Anwendung  | PEP             | PEP             | PEP             | PEP             | PEP             |
| Transport  | TCP             | TCP             | TCP             | TCP             | TCP             |
| Internet   | IP (IPv4, IPv6) | IP (IPv4, IPv6) | IP (IPv4, IPv6) | IP (IPv4, IPv6) | IP (IPv4, IPv6) |
| Netzzugang | Ethernet        | Token Bus       | Token Ring      | FDDI            | …               |

Das Protocol Extension Protocol (PEP) ist ein Protokoll, das speziell zur Erweiterung von HTTP entwickelt wurde, um den Zwiespalt zwischen unorganisiertem Erweiterungswildwuchs und gezielter Spezifikation zu überbrücken. 
Das PEP nutzt den HTTP-Header, um dort spezielle Platzhalter für neue Direktiven und Statuscodes einzufügen.
HTTP-Server, die diese Informationen nicht verarbeiten können, ignorieren das PEP oder weisen es mit einem speziellen Fehlercode ab. Da es für die jeweilige Erweiterung keine zentrale Registrierung gibt, ist sie immer an die bestimmte URI gebunden.